# Pandanus abbiwii
Pandanus abbiwii är en enhjärtbladig växtart som beskrevs av Huynh. Pandanus abbiwii ingår i släktet Pandanus och familjen Pandanaceae.
Artens utbredningsområde är Ghana. Inga underarter finns listade.